# Oidipodeia
Die Oidipodeia ist ein kyklisches Epos aus dem 8. bis 6. Jahrhundert v. Chr. und entstammt dem thebanischen Sagenkreis. Es wurde dem Kinaithon von Lakedaimon zugeschrieben, jedoch gilt seine Autorenschaft in der moderneren Forschung als unsicher. Von dem Werk sind nur wenige Fragmente und Testimonia überliefert.
Die Oidipodeia handelte in 6600 Versen vermutlich über die Entführung des Haimons durch die Sphinx und der Befreiung Thebens von der Sphinx durch Ödipus.